# Massimo Ginelli
Massimo Ginelli (Casalpusterlengo, 23 gennaio 1965) è un ex calciatore italiano, di ruolo attaccante.

## Carriera
Cresciuto nel Milan, senza riuscire ad approdare in prima squadra, nel 1983 passa al Pavia. In seguito passa alla Centese e nel 1985 debutta in Serie B con la Sambenedettese, dove rimane fino all'inizio della stagione 1987-1988 totalizzando 56 presenze ed 8 reti fra i cadetti.
Nel campionato 1988-1989 ottiene una promozione in Serie B con la Reggiana, e chiude la carriera da professionista nel 1990 con il Carpi, sempre in Serie C1.

## Palmarès

### Club

#### Competizioni nazionali
- Campionato italiano Serie C1: 1

Reggiana: 1988-1989
- Serie C2: 1

Pavia: 1983-1984